# Quelle est cette odeur agréable?
Quelle est cette odeur agréable? ("Cos'è questo profumo?") è un tradizionale canto natalizio francese, che ha avuto origine tra il XVII secolo e l'inizio del XVIII secolo

L'autore del testo e della melodia originale è rimasto anonimo. La melodia più comune con cui è solitamente accompagnato è quella utilizzata nel 1728 da John Gay (1685-1732) per l'opera satirica L'opera del mendicante (The Beggar's Opera), frutto forse di un riadattamento della melodia originale del canto.

## Testo
Il testo, che si compone di sei strofe di sei versi ciascuna, è di carattere religioso e parla del celebre episodio, narrato dal Vangelo dell'adorazione di Gesù appena nato da parte dei pastori. Nel testo, i pastori si chiedono quale sia quel profumo (cette odeur agréable) che allieta i loro sensi e giungono così presso la Grotta di Betlemme:
Quelle est cette odeur agréable,

Bergers, qui ravit tous nos sens ?

S'exhale-t-il rien de semblable

Au milieu des fleurs du printemps ?

Quelle est cette odeur agréable,

Bergers, qui ravit tous nos sens ?

Mais quelle éclatante lumière

Dans la nuit vient frapper nos yeux !

L'astre du jour, dans sa carrière,

Fut-il jamais si radieux ?

Mais quelle éclatante lumière

Dans la nuit vient frapper nos yeux !

Voici beaucoup d'autres merveilles !

Grand Dieu ! qu'entends-je dans les airs ?

Quelles voix ! Jamais nos oreilles

N'ont entendu pareils concerts.

Voici beaucoup d'autres merveilles !

Grand Dieu ! qu'entends-je dans les airs ?

Ne craignez rien, peuple fidèle,

Écoutez l'ange du Seigneur :

Il vous annonce une merveille

Qui va vous combler de bonheur.

Ne craignez rien, peuple fidèle,

Écoutez l'ange du Seigneur.

À Bethléem, dans une crèche,

Il vient de vous naître un Sauveur.

Allons, que rien ne vous empêche

D'adorer votre rédempteur.

A Bethléem, dans une crèche,

Il vient de vous naître un Sauveur.

Dieu tout puissant, gloire éternelle

Vous soit rendue jusques aux cieux.

Que la paix soit universelle,

Que la grâce abonde en tous lieux.

Dieu tout puissant, gloire éternelle

Vous soit rendue jusques aux cieux.

## Versioni in lingua inglese
Il testo è stato tradotto anche in lingua inglese. 

In questa lingua esistono varie versioni, con titoli differenti: due versioni intitolate What Is That Fragrance (una di autore anonimo, l'altra ad opera di K. W. Simpson), una intitolata Where Is That Goodly Fragrance Flowing (ad opera di R. Mather), un'altra intitolata What Is This Perfume So Appealing (ad opera di George K. Evans), un'altra ancora intitolata Thou Who Was Rich Beyond All Splendor (ad opera di Frank Houghton e composta nel 1934) ed una, infine, intitolata Whence Is That Goodly Fragrance Flowing (ad opera di A. B. Ramsay e di David Willcocks ed apparsa in: Carols for Choirs 2: 50 Christmas Carols for Christmas and Advent del 1970), una infine intitolata Shepherds, What Fragrance, All-Perfuming (apparsa in The New Oxford Book of Carols del 1992),

## Versioni discografiche
Tra i cantanti o gruppi che hanno inciso il brano, figurano
- Herb Avery
- Deborah Catterall
- Max van Egmond
- Craig Jessop
- Aled Jones
- Andrew Parrott
- Phoenix Chamber Choir
- John Rutter
- Molly Watson